# Teram Kangri
El Teram Kangri (en xinès 特拉 木 坎 力, en pinyin Tèlāmùkǎnlì) és un massís que forma part de la Siachen Muztagh, una secció de la gran serralada del Karakoram. El cim més alt del massís i la Siachen Muztagh és el Teram Kangri I, amb 7.462 msnm. El cim es troba a la frontera entre la Xina i la disputada regió de la glacera de Siachen, prop de la línia de control entre l'Índia i el Pakistan. El vessant nord-est del cim es troba en territori controlat per la Xina, el vessant sud-oest a la disputada regió de Siachen, actualment controlada per l'Índia.

## Ascensions
El Teram Kangri I va ser escalat per primera vegada el 10 d'agost de 1975 per una expedició japonesa dirigida per H. Katayama, que va obtenir un permís del govern del Pakistan i va fer la llarga aproximació a través del Bilafond La. Van escalar l'aresta SW del Teram Kangri II i en aquell punt van agafar l'aresta est fins al cim. Des del 1992 sols ha estat escalat en una ocasió, fent l'aproximació a través del territori indi.
El Teram Kangri II, de 7.407 msnm, va ser escalat els dies 12 i 13 d'agost per sis escaladors japonesos d'aquella mateixa expedició. El 1978 fou escalat per una expedició de l'exèrcit indi dirigida pel coronel Narendra Kumar, en el primer moviment de l'Índia per reclamar la zona de la glacera de Siachen.
El Teram Kangri III, de 7.382 msnm i 73a muntanya més alta de la Terra en tenir una prominència superior als 500 metres, va ser escalada per primera vegada el 1979 per una expedició japonesa dirigida per S. Hanada.